# IAR 99教練機
IAR 99教練機又被稱為隼式教練機（羅馬尼亞語：Soim）的研製計劃始於1979年，目的是要取代捷克製L-29海豚教練機，IAR 99於1985年試飛成功並於1987年開始裝備羅馬尼亞空軍，1990年9月的法茵堡航空展首次公開給西方媒體

## 設計結構
IAR 99採用典型噴射教練機設計，其機身為全金屬半硬殼式結構，駕駛艙採用側開式艙蓋，其控制系統為兩套油壓式系統以控制副翼和襟翼等控制翼面以及起落架收放，其機翼為下單翼，翼形在1/4翼弦處為6度35分後掠角並有3度上反角，機翼內可載1,100公升燃料，左右機翼下各有兩個掛架可掛副油箱和各種空用武器，IAR 99無固定機炮武裝但可在機身下掛架加掛內置一門GSh-23機炮再加200發炮彈的筴艙
IAR 99的動力為一俱英國勞斯萊斯受權羅馬尼亞生產的蝮蛇MK632噴射發動機，即是和MB-339教練機採用相同的動力，但由於IAR 99較重而令其飛行性能和MB-339相比有所不如

## 基本資料
- 載員:2名
- 全長:11.01米
- 翼展:9.85米
- 機高:3.9米
- 機翼面積:18.7平方米
- 空重:3,200公斤
- 最大起飛重:5,560公斤
- 最快時速:865公里/小時
- 航程:1,100公里
- 昇限:12,900米
- 發動機:一俱由羅馬尼亞生產的英國勞斯萊斯腹蛇MK632噴射發動機(推力=17.8千牛頓)
- 武裝:無固定武裝但有5個掛架(總載彈量=1,400公斤)

## 使用國家
- 羅馬尼亞